# Момбин
Момби́н, или Спо́ндиас (лат. Spondias) — род тропических деревьев семейства Сумаховые. Включает 17 видов, из которых 7 встречаются в тропиках Латинской Америки, а 10 — в тропических и субтропических областях Азии. Плоды нескольких видов употребляются в пищу как фруктовые культуры.

## Биологическая характеристика
Деревья или кустарники, иногда древесные лианы, листопадные или полувечнозелёные. Листья очерёдные, непарно-перистые или тройчатые, иногда простые. Цветки мелкие, в верхушечных или пазушных соцветиях, обычно актиноморфные, пятичленные. Чашелистики у основания сросшиеся. Лепестки свободные, опадающие.
Плоды — сочные костянки, похожи на сливы или плод манго, 4—10 см длиной, как правило, желтоватые или оранжевые. У 10 видов плоды съедобны.

## Виды
- Момбин сладкий, или Амбарелла (Spondias dulcis Sol. ex Parkinson) (синоним: Spondias cytherea Sonn. — Момбин Цитеры)
- Spondias haplophylla
- Момбин индийский (Spondias indica (Wight & Arn.) Airy Shaw & Forman)
- Момбин лаконский (Spondias lakonensis)
- Момбин жёлтый (Spondias mombin L.) (синоним: Spondias lutea L.)
- Момбин перистый (Spondias pinnata (J. Koenig ex L. f.) Kurz) (синоним: Spondias mangifera Willd.)
- Момбин пурпурный (Spondias purpurea L.) (синоним: Spondias cirouella Tussac)
- Spondias radlkoferi Donn. Sm.
- Момбин клубненосный, или Имбу (Spondias tuberosa Arruda ex Kost.)
- Spondias venulosa (Engl.) Mart. ex Engl.